# 고흥여객
고흥여객(高興旅客)은 전라남도 고흥군의 농어촌버스 회사이고, 본사는 전라남도 고흥군 고흥읍 여산당촌길 25-3에 있다.

## 연혁
- 1988년 5월 1일 : 회사 설립
- 2012년 8월 1일 : 교통카드 제도 시행

## 보유 차량
- 현대 일렉시티 타운
- 현대 그린시티
- 현대 카운티
- 자일대우 NEW BS090
- 자일대우 레스타